# Celebración de los 2500 años del Imperio Persa

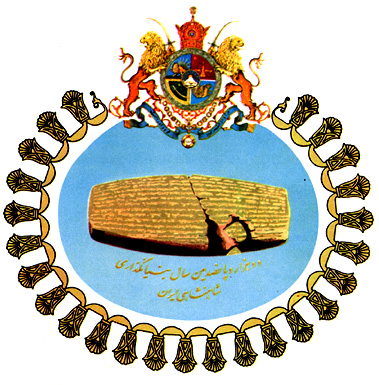
Logotipo oficial de las celebraciones, con el Cilindro de Ciro al centro

La Celebración de los 2500 años del Imperio Persa (en persa: جشنهای ۲۵۰۰ سالهٔ شاهنشاهی ایران), oficialmente conocida como El año 2500 de la fundación del Estado Imperial de Irán (en persa: دوهزار و پانصدمین سال بنیانگذاری شاهنشاهی ایران ), consistió en una serie de festividades llevadas a cabo del 12 al 16 de octubre de 1971 con motivo de los 2500 años de la fundación de la monarquía iraní por Ciro el Grande. El objetivo de las festividades era demostrar la antigua civilización e historia de Irán y mostrar la modernización del país bajo el reinado del sha Mohammad Reza Pahleví. El evento es considerado una de las causas de la Revolución iraní que derrocaría al Sha en 1979.

## Preparativos
Según el documental de la BBC "Decadence and Downfall: The Shah of Iran's Ultimate Party", la planificación para el evento tardó un año. El Cilindro de Ciro fue el emblema del evento, estando en el logotipo oficial del mismo. Con la decisión de albergar el evento principal en la ciudad antigua de Persépolis, la infraestructura de la zona tuvo que mejorarse. Entre dichas mejoras estuvieron un aeropuerto en Shiraz y una autopista a Persépolis. Mientras que la prensa y personal de apoyo serían alojados en Shiraz, las festividades principales se llevarían a cabo en Persépolis, razón por la cual se construyó una elaborada ciudad de tiendas. Otros eventos se llevaron a cabo en Pasargada (sitio de la tumba de Ciro el Grande) y Teherán.

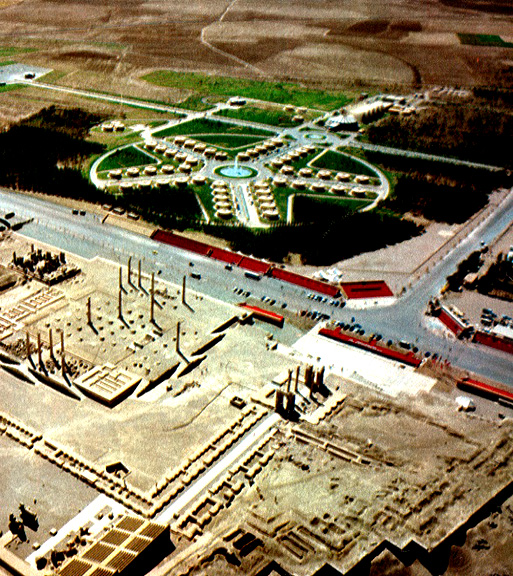
La Ciudad de tiendas, construida para el evento

La Ciudad de Tiendas (o Ciudad Dorada) fue planeada por la firma francesa de diseño arquitectónico Maison Jansen sobre una superficie de 65 hectáreas, inspirada por la reunión entre Francisco I de Francia y Enrique VIII de Inglaterra en el Campo de la tela de oro en 1520. 50 "tiendas" (de hecho apartamentos de lujo prefabricados con apariencia de tiendas persas) fueron dispuestas en un patrón de estrella alrededor de una fuente central y grandes cantidades de árboles fueron plantados alrededor de las tiendas, recreando de alguna manera la apariencia de la antigua Persépolis. Cada tienda tenía conexiones telefónicas y de télex. Toda la celebración fue televisada al mundo por medio de una conexión satelital en el lugar.
La enorme tienda de honor fue diseñada para recibir a los invitados. El salón de banquetes fue la estructura más grande, midiendo 68 por 24 metros. El sitio de la tienda estaba rodeado de jardines con plantas traídas de Francia y de la zona aledaña a Persépolis.
La seguridad fue una preocupación importante. Persépolis era un sitio idóneo para las celebraciones puesto que el sitio estaba aislado y por ende podría ser muy vigilado, una consideración muy importante cuando varios líderes mundiales estuvieran reunidos allí. El servicio nacional de seguridad (SAVAK) arrestó y puso bajo detención preventiva a cualquiera que se sospeche de ser un potencial alborotador.

## Festividades

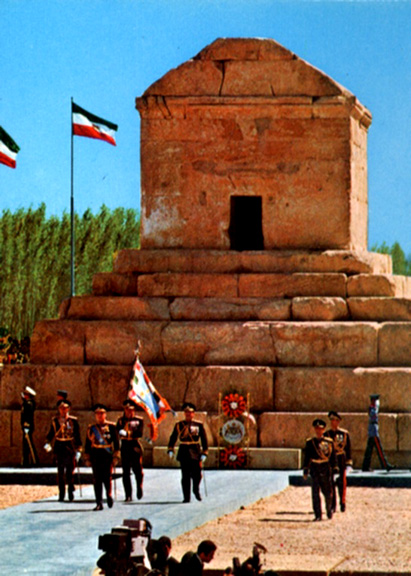
La tumba de Ciro el Grande en Pasargada, donde las festividades comenzaron

Las festividades se iniciaron el 12 de octubre de 1971, cuando el sah y su esposa rindieron homenaje a Ciro el Grande en su mausoleo en Pasargada. Durante los siguientes dos días, el sah y su esposa recibieron a los invitados que iban llegando, a veces directamente en el aeropuerto de Shiraz. El 14 de octubre, una cena de gala tuvo lugar en el salón de banquetes con motivo del cumpleaños de la esposa del sha. 60 miembros de familias reales y jefes de Estado estuvieron sentados en la mesa principal. 600 invitados cenaron durante 5 horas y media, haciendo del banquete el más prolongado y lujoso en la historia moderna, registrado como tal en el Libro Guiness de Récords. La velada terminó con una función musical.
Entre los invitados estuvieron:
- Haile Selassie, emperador de Etiopía
- Federico IX, rey de Dinamarca, acompañado de la reina Ingrid
- Balduino I, rey de Bélgica, acompañado de la reina Fabiola
- Hussein, rey de Jordania, acompañado de la princesa Muna
- Olaf V, rey de Noruega
- Constantino II de Grecia y su esposa la reina Ana María de Grecia
- Francisco José II, príncipe de Liechtenstein, acompañado de la princesa Georgina
- Raniero III, príncipe de Mónaco, acompañado de la princesa Grace
- Juan Carlos de Borbón, heredero al trono de España, acompañado de la princesa Sofía, en representación del general Francisco Franco y su esposa Carmen Polo
- El príncipe Felipe y la princesa Ana, representando a la familia real del Reino Unido
- Mahendra de Nepal y Ratna Rajya Lakshmi Devi Shah, reina consorte de Nepal[6]
- Josip Broz Tito, jefe de Estado de Yugoslavia, acompañado de su esposa Jovanka Broz
- Todor Zhivkov, presidente de Bulgaria
- Leopold Sedar Senghor, presidente de Senegal
- Nicolae Ceausescu, jefe de Estado de Rumania, acompañado de su esposa Elena Ceausescu
- Mobutu Sese Seko, presidente de Zaire
- Spiro Agnew, vicepresidente de Estados Unidos
- Imelda Marcos, primera dama de Filipinas, acompañada de su hija Imee[7][1]

A la reina británica Isabel II se le aconsejó no asistir por razones de seguridad. El príncipe Felipe y la princesa Ana fueron en su lugar. Otros de los grandes ausentes fueron Richard Nixon y Georges Pompidou. Nixon quería ir, pero luego envió al vicepresidente Spiro Agnew. El emperador de Japón Hirohito y el presidente mexicano Luis Echeverría faltarían también.

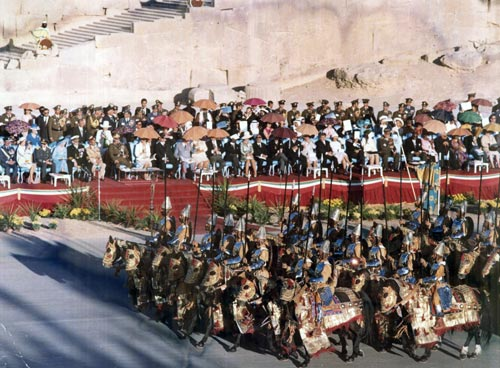
Desfile militar histórico

Al día siguiente tuvo lugar un desfile militar, con 1724 efectivos de las fuerzas armadas iraníes desfilando en trajes históricos abarcando 2500 años de historia. Ese día en la noche, una "fiesta tradicional persa" de naturaleza menos formal se llevó a cabo en el salón de banquetes, poniendo fin así a las celebraciones en Persépolis.
El 16 de octubre, el sah inauguró la torre Shahyad (renombrada Torre Azadi tras la Revolución iraní) en Teherán para conmemorar el evento. La torre albergó el Museo de Historia Persa, el cual tuvo en exhibición el Cilindro de Ciro, considerado por el sah como "La primera declaración de derechos humanos de la historia". Las festividades concluyeron con el sah rindiendo homenaje a su padre, Reza Shah Pahlevi, en su mausoleo.

## Críticas
El evento fue objeto de críticas tanto de la prensa occidental como de los clérigos musulmanes. El ayatollah Jomeiní consideró al evento como el "festival del diablo". En cuanto a los costos, el Ministerio de la corte consideró que el evento costó 17 millones de dólares, mientras que Ansari (uno de los organizadores) calcula que costó 22 millones de dólares. La cifra real es difícil de calcular, aunque se estima que el costo podría superar los 200 millones de dólares. Los críticos argumentaron que el dinero usado en las celebraciones podría haber sido utilizado en otras necesidades del país.
Los defensores de las actividades afirman que las festividades trajeron beneficios como apertura de museos, mejoras en infraestructura y un efecto positivo en las relaciones internacionales de Irán.

## Legado

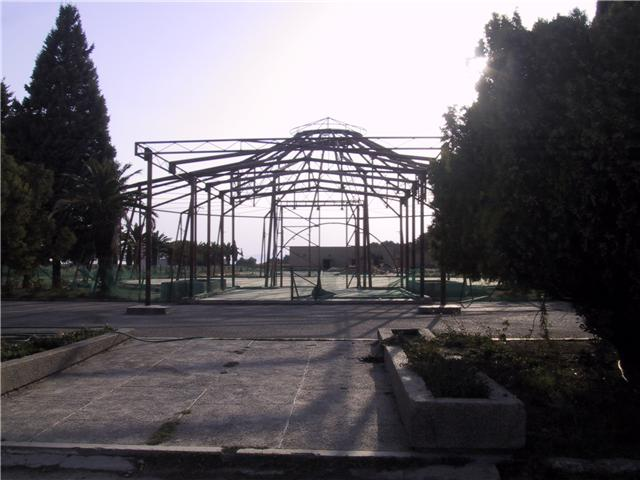
Una tienda de la ciudad de tiendas, 2007

Persépolis se mantiene como una de las principales atracciones turísticas de Irán y aparentemente hay sugerencias para rehabilitar el sitio arqueológico como una proclamación de la historia iraní. En 2005, fue visitado por casi 35.000 personas durante las celebraciones del año nuevo iraní.
La ciudad de tiendas permaneció en operación hasta 1979 para renta privada y gubernamental, cuando fue saqueada por simpatizantes de Jomeiní luego de la partida del sha. Los armazones de las tiendas y los caminos a la zona de las festividades están siendo utilizados como un parque, aunque no hay señalización que haga referencia a la función original de las estructuras.
La Torre Azadi es una atracción importante en Teherán.